# Schweppenhausen
Schweppenhausen település Németországban, Rajna-vidék-Pfalz tartományban. Lakosainak száma 889 fő (2023. december 31.).

## Népesség
A település népességének változása:
| Lakosok száma | 847  | 866  | 867  | 893  | 910  | 889  |
|               | 1975 | 2017 | 2019 | 2021 | 2022 | 2023 |